# Informe Hale
El Informe Hale fue el documento resultante de una extensa investigación llevada a cabo parcialmente en secreto por el periodista y diplomático estadounidense William Bayard Hale acerca de los sucesos ocurridos en México durante el periodo denominado "La decena trágica" en 1913. El informe fue tan solo uno de los ordenados por el presidente de los Estados Unidos Woodrow Wilson, quien envió a otras personas a investigar la situación real mexicana ante la desconfianza que le producía su embajador Henry Lane Wilson, ante la sospecha de que este había participado directamente en el derrocamiento del presidente Francisco I. Madero y el apoyo al establecimiento del dictador Victoriano Huerta. El informe fue determinante para que Wilson se negara a reconocer el gobierno de Huerta y ordenara la destitución del embajador.

## Historia
Los sucesos de la decena trágica ocurrieron apenas dos semanas antes de que se llevara a cabo el relevo presidencial en los Estados Unidos iniciando el gobierno del presidente Woodrow Wilson quien comenzó a recibir una serie de informes contradictorios acerca de lo que había sucedido y estaba sucediendo en México y la situación lo llevó a desconfiar del embajador Henry Lane Wilson quien además pertenecía a la línea del anterior presidente Taft. Por ello, el presidente envió a México al periodista y exdiplomático William Bayard Hale el 19 de abril de 1913 con objeto de averiguar la realidad de lo que sucedió en la decena trágica y la posible intromisión del embajador Lane en el asunto. El resultado del informe era crucial para decidir si los Estados Unidos otorgaban o no el reconocimiento al gobierno de Huerta y el futuro del embajador.